# Gojače
Gojače so vas v Vipavski dolini. Sodijo v krajevno skupnost Gojače-Malovše v Občini Ajdovščina. Vas šteje okrog 150 prebivalcev. Stari del vasi se nahaja okoli cerkve sv. Justa, kjer je opaziti mnogo starih, tudi porušenih hiš. Novejši del naselja pa leži pod njegovim jedrom, kjer se v neposredni bližini razvija industrijska cona.
Zgodovinske vire v naselju predstavljajo arheološki ostanki iz časa pred naselitvijo Slovanov. Večji pomen je kraj pridobil v 19. stoletju, ko se je oblikoval v samostojno občino. V preteklosti se je prebivalstvo ukvarjalo s pašo živine ter kmetovanjem, to pa je pomemben vir preživetja še danes, in sicer zlasti vinogradništvo
Nad naseljem je razgledni stolp.

## Prebivalstvo
Etnična sestava 1991:
- Slovenci: 131 (95,6 %)
- Muslimani: 4 (2,9 %)
- Regionalno opredeljeni: 2 (1,5 %)